# Оскар Мілош
Оскар Мілош (фр. Oscar Venceslas de Lubicz Milosz, лит. Oskaras Milašius; 28 травня 1877, містечко Черея в Білорусі — 2 березня 1939, Фонтенбло біля Парижу) — французький поет і литовський дипломат; родич (дядько) і наставник лауреата Нобелівської премії з літератури 1980 Чеслава Мілоша.
Освіта
- Школа Лувра
- ліцей Жансон-де-Сайі

## Життя і творчість
Оскар Мілош народився у Череї Мінської губернії Російської імперії, де провів своє дитинство. Його батько Владислав Любич-Мілош з давнього литовського аристократичного роду, який бере початок з XII сторіччя. Його мати Роза Розенталь була єврейкою, донькою єврейського Варшавського університету. У родині говорили польською мовою. Оскар був хрещений у католицькій церкві 2 липня 1886 року у Свято-Олександрівському костелі Варшави.
З 1889 року жив у Парижі, навчався у Школі східних мов. В 1914 році пережив релігіозне осяяння. Свої твори підписував Oscar Vladislas de Lubicz Milosz, O. V. de L. Milosz.
Дебютував «Поемою занепаду» («Le Poéme des Décadences») в 1899 році. Окрім поетичних творів, залишив драматичні («Мигель Маньяра», «Мефибосет», «Савл из Тарса»), містичні трактати-поеми «Ars Magna» (1924) і «Les Arcanes» (1927), роман «L'Amoureuse Initiation» (1910), видав збірку литовських пісень та казок у своєму перекладі французькою мовою.
Після Першої світової війни в публічних виступах пропагував ідею створення незалежної литовської держави. В 1925 році був першим представником Литви у Франції, в 1925—1938 роках — радником посольства Литви в Парижі. В 1931 році отримав французьке громадянство.

## Визнання
Був нагороджений Орденом Почесного легіону (1931). З 1966 році у Франції діє Громада друзів Оскара Мілоша («Amis de Milosz»), вона видає присвячені його творчості «Зошити».

## Твори
- Le Poème des Décadences, 1899
- Les Sept Solitudes, 1906
- L'Amoureuse Initiation, roman1910
- Les Éléments, 1911
- Chefs d’œuvre lyriques du Nord, traductions, 1912
- Miguel Mañara. Mystère en six tableaux. 1913
- Mephiboseth, théâtre, 1914
- Saul de Tarse, théâtre, 1914 (non publié)
- Symphonies, Nihumim, 1915
- Épître à Storge, 1917
- Adramandoni, 1918
- La Confession de Lemuel, 1922
- Ars Magna, 1924
- Les Arcanes, 1927
- Les origines ibériques du peuple Juif, 1932
- Les origines de la nation lituanienne, 1936
- Psaume de l’Étoile du matin, 1936
- La Clef de l'Apocalypse, 1938

Повне зібрання творів Оскара Мілоша видане в 13 томах у видавництві Silvaire/du Rocher, Париж. Всі вірші Мілоша увійшли в 2 тома «Поезія» (Poésies).
Нові видання:
- La Berline arrêtée dans la nuit, Anthologie poétique, Poésie/Gallimard, Paris, 1999
- L'Amoureuse Initiation, collection de poche, Le serpent à plumes, 2004
- Contes de Lituanie, transcrits par Milosz, illustrés par Marc Daniau, le Seuil, 2005